# أراميس غريغوريان
أراميس غريغوريان (الأرمينية: Արամայիս Գրիգորյան، ولد في 31 مارس 1973 في يريفان، أرمينيا) هو متزلج الأرقام الأرمينية. هو بطل 2003-2004 الوطني الأرمني.

## تسلط الضوء على المنافسة
| هدف                 | 1995-1996      | 2001-2002        | 2002-2003        | 2003-2004 |
| ------------------- | -------------- | ---------------- | ---------------- | --------- |
| بطولة العالم        | السابع QR.     |                  | التاسع والثلاثين |           |
| البطولات الأوروبية ‏ | الثاني عشر QR. | الخامس والثلاثين | الثلاثون         |           |
| البطولات الأرمينية  |                |                  | الأول            | الأول     |

- QR = الدورة التمهيدية

## روابط خارجية
- أراميس غريغوريان على موقع الاتحاد الدولي للتزلج (الإنجليزية)